# سیارک ۳۶۶۷
سیارک ۳۶۶۷ (به انگلیسی: 3667 Anne-Marie، نامگذاری:1981EF) سه هزار و ششصد و شصت و هفتمین سیارک کشف شده‌است که در ۹ مارس ۱۹۸۱ کشف شد.
قدر مطلق سیارک برابر ۱۱٫۸۰ است.